# Иван Георгиев (Куфалово)
Вижте пояснителната страница за други личности с името Иван Тупаров.
Иван Георгиев, наричан Йован Ту̀пара или Керкалски, е български революционер, деец на Вътрешната македоно-одринска революционна организация.

## Биография
Иван Георгиев е роден през 1862 година в ениджевардарското село Куфалово, днес в Гърция. След като овдовява се премества в Киркалово и е определен от за поляк на един от чифлиците на Амди бег. Като такъв става куриер и помагач на Павел Граматиков, а след като е разкрит от турските власти минава в нелегалност. Неговото място като куриери заели братовчедите му Андон Слотник(ов) от Киркалово и Ташо Слотник от Постол. След Илинденското въстание подпомага четата на Апостол войвода. През лятото на 1904 година е тежко ранен в Ениджевардарското езеро и после заедно с Апостол Петков се прехвърлят в България. При заминаването им обратно за Македония Иван Георгиев е подвойвода в новосформираната чета на Апостол войвода, но заедно с четата на Сава Михайлов попадат на засада при село Смол и на 1 март 1905 година Иван Георгиев е убит в последвалото сражение.